# 권해창
권해창(1972년 9월 2일 ~ )은 대한민국의 축구 선수이며, 포지션은 윙어이다.